# Божевілля 13
«Божевілля 13» — американський художній фільм в жанрі трилера, випущений в 1963 року компанією American International Pictures (в США). Режисером і сценаристом картини виступив Френсіс Форд Коппола, продюсером — Роджер Корман. Хоча Коппола і був причетний до двох проектів до «Безумства-13», цей фільм вважається його дебютною режисерською роботою.

## Зміст
Джон Гелоран помирає від серцевої недостатності. Його дружина Луїза не одержить спадок через те, що Джон помер раніше леді Гелоран. Тоді жінка вирішує поїхати в його родовий маєток, щоб втертися в довіру до сім'ї покійного. Їм вона говорить, що Гелоран поїхав у справах. А в розкішному маєтку вся велика родина проводить моторошнуватий ритуал пам'яті на честь сестри Джона, що потонула шість років тому.

## Ролі
| Актор           | Роль                 |
| --------------- | -------------------- |
| Вільям Кемпбелл | Річард Гелоран       |
| Луана Андерс    | Луїза Гелоран        |
| Барт Паттон     | Біллі Гелоран        |
| Мері Мітчел     | Кейн                 |
| Патрік Мегі     | доктор Джастін Калеб |
| Етна Данн       | леді Гелоран         |
| Пітер Рід       | Джон Гелоран         |
| Карл Шанцер     | Саймон               |
| Рон Перрі       | Артур                |
| Деррі О'Донован | Ліліан               |

## Подяки
- Аер Лінгуси (Aer Lingus)
- Ірландським міжнародним авіалініям
- Пивоварня Гіннесс, Дублін

## Цікаві факти
- Спочатку фільм повинен був називатися просто «Безумство» (англ. Dementia). Число «13» було додано до назви, коли з'ясувалося, що вже існує фільм «Божевілля» 1955 року.
- Фільм брав участь у перегляді першого за рахунком кінофестивалю Sundance Film Festival в 1985 році.

## Знімальна група
- Режисер — Френсіс Форд Коппола
- Сценарист — Френсіс Форд Коппола, Джек Гілл
- Продюсер — Роджер Корман, Меріанн Вуд
- Композитор — Рональд Штайн